# Condado de Hamilton (Nova Iorque)
O Condado de Hamilton é um dos 62 condados do Estado americano de Nova Iorque. A sede do condado é Lake Pleasant, e sua maior cidade é Lake Pleasant. O condado possui uma área de 4 682 km²(dos quais 226 km² estão cobertos por água), uma população de 5 379 habitantes, e uma densidade populacional de 1 hab/km² (segundo o censo nacional de 2000). O condado foi fundado em 1816. Localizado no coração das Montanhas Adirondack, parte dos Apalaches, o Condado de Hamilton é um dos menos populosos da Região Leste dos Estados Unidos.